# Stagonopleura oculata
El diamante orejirrojo (Stagonopleura oculata) es una especie de ave paseriforme de la familia Estrildidae endémica del sudoeste de Australia.

## Distribución y hábitat
Se encuentra únicamente en los bosques y matorrales costeros del sudoeste de Australia. Se estima que su área distribución abarca entre 20.000 y 50.000 km². Se clasifica en la Lista Roja de la UICN como Especie bajo preocupación menor.